# Mancu
Mancu – polski zespół rockowy, istniejący w latach 1991–1994.
Zespół powstał z inicjatywy Jarosława Jasia Kidawy w 1991 roku we Wrocławiu. Nazwa grupy miała być nawiązaniem do indiańskiego boga Manco.  Mancu był pierwszym poważnym muzycznym przedsięwzięciem Kidawy. Debiutancki album zespołu pt. Wyprawy ukazał się w 1992 r. Rok później dziennikarze Radia France Internationale uczynili Wyprawy płytą tygodnia. To pierwsza płyta wyróżniona w ten sposób i nagrana przez muzyków z naszej części Europy. Dzięki temu wydarzeniu poznali Marcusa Bella, lidera brytyjskiej grupy The Opposition, który stał się producentem muzycznym drugiej płyty Mancu zatytułowanej Twój wstyd, która została nagrana w Studio de la Seine w Paryżu.
Zespół występował także na wielu festiwalach, m.in. na Festiwalu w Jarocinie. Po roku 1994, zawiesił działalność.
Ostatnio zespół nagrał piosenkę na potrzeby polskiej telenoweli Pierwsza miłość pt. "Sobotnia Noc".
30 stycznia 2011 w Polskim Radiu w Programie Trzecim została wyemitowana audycja z cyklu Historia pewnej płyty. W audycji tej zarówno Krzysztof Łebski, jak i Radek Łuka stwierdzili, że zespół rozwiązał się po odbyciu trasy koncertowej związanej z drugim albumem Twój wstyd.

## Skład zespołu
- Jarosław Kidawa – gitara
- Krzysztof Łebski – śpiew
- Radosław Łuka – gitara basowa
- Zbigniew Ziemka – instrumenty klawiszowe
- Jakub Rutkowski – perkusja

w nagraniach brali udział także:
- Paweł Gawroński – śpiew
- Jacek Skrzypczak – saksofon

## Dyskografia

### Albumy
- 1992 – Wyprawy
- 1994 – Twój wstyd
- 1999 – The Best of

### Single
- 1992 – Wyprawy (maxisingel)
- 1995 – Na twojej ulicy (singel świąteczny)